# NGC 4644B
NGC 4644B is een spiraalvormig sterrenstelsel in het sterrenbeeld Grote Beer. Het hemelobject werd op 14 april 1789 ontdekt door de Duits-Britse astronoom William Herschel.

## Synoniemen
- MCG 9-21-32
- KCPG 352B
- PGC 42725